# Сергій Майдуков
Сергій Майдуков — український художник. Народився в Донецьку. Співпрацює з іноземними періодичними виданнями, такими як The Guardian, The New Yorker, The Washington Post, The New York Times, The Financial Times, The Wall Street Journal, Die Zeit, The Economist, The Atlantic і багатьма іншими.
В 2021-му році, до тридцятиріччя Незалежності України був включений МЗС України в список "30 Незалежних" українців, що змінюють країну.
Автор артбуку 'KYIV by Sergiy Maidukov', виданого IST Publishing в 2021 році.
Selected Illustrator в міжнародному конкурсі ілюстрації і фотографії AI-AP 2021.
Silver Medal в міжнародному конкурсі ілюстрації 3х3 Professional Illustration Show в 2022-му році. 
В 2022-му році Для Банку Латвії створив дизайн монети номіналом 5 євро.
Відмовився отримувати премії миру ім. Ремарка разом із російською письменницею Уліцькою.
Російської присутності в моєму житті зараз більш ніж достатньо, тому я би приїхав іншим разом. Для мене буде честь зустрітися з вами та командою особисто та подякувати наживо.